# Electronica 1: The Time Machine
Electronica 1: The Time Machine è il diciottesimo album in studio del musicista di musica elettronica francese Jean-Michel Jarre, pubblicato nel 2015.
Si tratta di un disco composto da 16 tracce che vedono la collaborazioni di 15 artisti o gruppi diversi.

## Tracce
1. The Time Machine (con Boys Noize) – 3:54
2. Glory (con M83) – 4:12
3. Close Your Eyes (con Air) – 6:15
4. Automatic. Pt. 1 (con Vince Clarke) – 3:06
5. Automatic. Pt. 2 (con Vince Clarke) – 3:03
6. If..! (con Little Boots) – 3:13
7. Immortals (con Fuck Buttons) – 4:24
8. Suns Have Gone (con Moby) – 5:55
9. Conquistador (con Gesaffelstein) – 3:09
10. Travelator (Part 2) (con Pete Townshend) – 3:10
11. Zero Gravity (con Tangerine Dream) – 7:12
12. Rely on Me (con Laurie Anderson) – 2:54
13. Stardust (con Armin van Buuren) – 4:37
14. Watching You (con 3D dei Massive Attack) – 4:09
15. A Question of Blood (con John Carpenter) – 2:58
16. The Train & The River (con Lang Lang) – 7:13